# Louzignac
Louzignac és un municipi francès situat al departament del Charente Marítim i a la regió de la Nova Aquitània. L'any 2007 tenia 169 habitants.

## Demografia

### Població
El 2007 la població de fet de Louzignac era de 169 persones. Hi havia 78 famílies de les quals 17 eren unipersonals (4 homes vivint sols i 13 dones vivint soles), 44 parelles sense fills, 13 parelles amb fills i 4 famílies monoparentals amb fills.
La població ha evolucionat segons el següent gràfic:
Habitants censats

### Habitatges
El 2007 hi havia 108 habitatges, 77 eren l'habitatge principal de la família, 21 eren segones residències i 10 estaven desocupats. 105 eren cases i 2 eren apartaments. Dels 77 habitatges principals, 68 estaven ocupats pels seus propietaris, 5 estaven llogats i ocupats pels llogaters i 4 estaven cedits a títol gratuït; 3 tenien dues cambres, 14 en tenien tres, 11 en tenien quatre i 49 en tenien cinc o més. 68 habitatges disposaven pel capbaix d'una plaça de pàrquing. A 36 habitatges hi havia un automòbil i a 28 n'hi havia dos o més.

### Piràmide de població
La piràmide de població per edats i sexe el 2009 era:
| Homes | Edats   | Dones |
| ----- | ------- | ----- |
| 0     | 95 o +  | 0     |
| 0     | 90 a 94 | 0     |
| 4     | 85 a 89 | 8     |
| 0     | 80 a 84 | 4     |
| 4     | 75 a 79 | 4     |
| 4     | 70 a 74 | 4     |
| 8     | 65 a 69 | 4     |
| 4     | 60 a 64 | 12    |
| 4     | 55 a 59 | 4     |
| 4     | 50 a 54 | 4     |
| 8     | 45 a 49 | 0     |
| 4     | 40 a 44 | 4     |
| 4     | 35 a 39 | 8     |
| 8     | 30 a 34 | 0     |
| 0     | 25 a 29 | 8     |
| 0     | 20 a 24 | 0     |
| 0     | 15 a 19 | 12    |
| 0     | 10 a 14 | 8     |
| 8     | 5 a 9   | 0     |
| 0     | 0 a 4   | 0     |

## Economia
El 2007 la població en edat de treballar era de 98 persones, 65 eren actives i 33 eren inactives. De les 65 persones actives 58 estaven ocupades (31 homes i 27 dones) i 6 estaven aturades (1 home i 5 dones). De les 33 persones inactives 16 estaven jubilades, 9 estaven estudiant i 8 estaven classificades com a «altres inactius».

### Ingressos
El 2009 a Louzignac hi havia 72 unitats fiscals que integraven 163 persones, la mediana anual d'ingressos fiscals per persona era de 15.159 €.

### Activitats econòmiques
Dels 8 establiments que hi havia el 2007, 1 era d'una empresa de fabricació de material elèctric, 4 d'empreses de construcció, 1 d'una empresa de comerç i reparació d'automòbils i 2 d'empreses de serveis.
Dels 4 establiments de servei als particulars que hi havia el 2009, 1 era un taller d'inspecció tècnica de vehicles, 2 fusteries i 1 lampisteria.
L'any 2000 a Louzignac hi havia 14 explotacions agrícoles que ocupaven un total de 399 hectàrees.

## Poblacions més properes
El següent diagrama mostra les poblacions més properes.